# Резня в Кибии
Резня в Кибии (Инцидент в Кибии или Ответная операция в Кибии, формулировка ООН в русском переводе: «Retaliatory operation — операция возмездия в Кибии») — операция, проведенная 14 октября 1953 года отрядом израильской армии под командованием Ариэля Шарона. Деревня Кибия находилась вблизи «Зелёной линии» на территории, оккупированной в ходе Арабо-израильской войны 1947—1949 годов и в одностороннем порядке аннексированной Трансиорданией.
Операция последовала за терактом в израильском посёлке Йехуд, в результате которого были убиты женщина и двое маленьких детей, другие члены семьи получили ранения.
В ходе операции погибли 69 жителей деревни, включая женщин и детей. Большинство из них погибло во время взрывов израильскими солдатами домов, в которых находились мирные жители. Согласно ряду источников, они надеялись переждать израильский налет на чердаках и в погребах домов, намеченных к уничтожению, и потому не были обнаружены перед закладкой взрывчатки.
Изначально правительство Израиля пыталось возложить вину за рейд на группу вооружённых израильских поселенцев, действовавших якобы без ведома израильского правительства. ООН не приняла аргументы Израиля и осудила его действия. Атака также была осуждена США и другими странами. В результате США временно прекратили помощь Израилю.
В резолюции СБ ООН при этом было отмечено наличие веских доказательств фактов «частых актов насилия» против граждан Израиля, совершенных с территории Иордании.

## Исторический фон

Деревня Кибия и город Ихуд

В апреле 1949 года между Трансиорданией и Израилем было подписано Соглашение о прекращении огня. Тем не менее, между странами происходило большое количество пограничных инцидентов. Часты были случаи незаконного перехода границы с иорданской стороны как гражданских лиц, так и террористов (по израильскому определению) или федаинов (по арабскому), убивавших мирных израильских граждан и атаковавших военные цели (полицию, пограничников, солдат), несмотря на то, что Соглашение обязывало иорданские власти не пропускать террористов или других инфильтрантов через границу.
Тысячи людей, преимущественно гражданских невооружённых лиц, а также боевиков, переходивших границу были палестинскими беженцами, изгнанными или вынужденными покинуть свои дома в ходе военных действий арабо-израильской войны 1948-49 гг. Израиль реквизировал их имущество и дома. Попытки беженцев вернуться на территорию Израиля в свои дома или в оставшиеся в Израиле арабские деревни, жестоко пресекались израильскими властями.
Отчет председателя комиссии ООН по наблюдению за перемирием в Палестине говорит, что Иордания принимала в указанный период серьёзные превентивные и наказательные меры к нарушителям границы, как гражданским, так и к боевикам.
Однако, в ходе обсуждения операции в Кибии в СБ ООН, представитель Израиля Абба Эвен (англ. ), не согласился с этой оценкой и привел многочисленные примеры нарушения Соглашения о перемирии Иорданией уже после проведения операции, начиная с 16 октября по 11 ноября 1953 года.
Хотя по данным Совместной Комиссии по наблюдению за перемирием, с июня 1949 года до конца 1952 года от действий иорданцев погибло 14 израильтян, другие источники утверждают, что за четыре года, истекших со времени его подписания, от рук террористов, просочившихся через иорданскую границу, погибли 124 израильтянина. Согласно данным, приведенным начальником Генштаба Моше Даяном, за период с 1949 до середины 1954 года происходило в среднем 1000 случаев проникновения в месяц на нескольких государственных границах, большинство из них на израильско-иорданской границе. Только на этой границе произошло 1069 столкновений с вооруженными мародерами и 3573 случая вооруженного разбоя: «Животноводство, посевы, удобрения, сельскохозяйственные орудия и ирригационные трубы были одной из главных целей этого мародерства. Мили телефонных проводов были украдены, а телефонные столбы уничтожены […] Весь этот материальный ущерб, однако, усугублен страшными человеческим жертвами. Только на границе с Иорданией в течение последних четырёх лет были убиты и ранены 513 израильтян».
Даян также отметил, что «многие из этих атак происходили не на „границе“, а глубоко внутри территории Израиля», и что «нередки были случаи, когда раненых израильских охранников и пограничников террористы перетаскивали через границу, жестоко убивали, а затем их изуродованные тела предъявляли в качестве доказательства израильской агрессии против Иордании»
Израильские регулярные части также проникали на иорданскую территорию c ответными «операциями возмездия», в ходе которых гибли и мирные жители, уничтожались дома.
По данным Совместной Комиссии по наблюдению за перемирием, с июня 1949 года до конца 1952 года в результате действий израильтян погибло 22 иорданца.

Согласно данным доклада начальника штаба Совместной Комиссии по наблюдению за перемирием Генеральному секретарю ООН от 30 октября 1952 года, приведенными М.Даяном, эффективная система демаркации границы не могла быть установлена .., «поскольку руководство Иордании не желало согласиться с любой „постоянной“ схемой маркировки демаркационной линии». Согласно тому же докладу, «израильская группа, участвовавшая в обследовании (возможности) маркировки границы, была обстреляна с территории, контролируемой Иорданией», в результате, «был тяжело ранен один из сотрудников съемочной группы».

Действия обеих сторон противоречили Соглашению о прекращении огня. Согласно докладу генерала Беникке, председателя комиссии ООН по наблюдению за перемирием в Палестине, «инцидент в Кибии, равно как и предыдущие, с января 1953 года, отмеченные в его докладе выше (п.п.13-17, в которых комиссией осуждались и Иордания, и Израиль), не должны рассматриваться по отдельности, а являются кульминацией возрастания напряженности, локальной, или в целом, между двумя странами». 

## Террористический актв поселкеЙехуд
В ночь с 12 на 13 октября, в израильском поселке Йехуд, находящемся в 10 километрах от иорданской границы, неизвестные бросили гранату в дом семьи Каниас. Взрывом были убиты женщина и двое маленьких детей, другие члены семьи получили ранения. Израиль был потрясен этим преступлением. Полиция немедленно начала расследование.
Полицейская собака взяла след, и, при посредничестве ООН, иорданская сторона позволила израильской полиции продолжить поиск следа преступника с помощью собаки на иорданской стороне. Однако в полутора километрах после пересечения границы след был собакой потерян. Генерал Глабб, командующий иорданским Арабским легионом, заявил, что сделает все возможное, чтобы разыскать преступников, бросивших гранату.

## Атака
Однако 14 октября министр обороны Израиля Лавон после консультации с премьер-министром Израиля Бен-Гурионом отдал приказ совершить «операцию возмездия» на иорданской территории. У израильского командования не было точных доказательств, что террористы проникли в Йехуд именно из Кибии, но (согласно книге израильского военного историка Ури Мильштейна) правительству было доподлинно известно, что Кибия является «одной из главных террористических баз».
В конце 1953 года в Кибии насчитывалось около двух тысяч жителей — это было большое, по арабским понятиям, село, состоявшее, примерно, из трехсот домов. По данным Мильштейна, с запада его прикрывал иорданский укрепленный пункт с гарнизоном из 30 человек, надежно защищенный колючей проволокой. Немощенная дорога пересекала село, разветвляясь на окраинах тропками, которые вели в соседние деревни; террасы, на которых расположились оливковые плантации, спускались к глубокому вади, тянувшемуся до самой израильской границы — это и был основной маршрут террористов в Израиль.
Согласно Мильштейну, по плану операции 20 солдат под началом Шломо Баума должны были атаковать с востока старую часть села, другие 20 — парашютисты под командованием Давиди — должны были захватить новую часть и уничтожить иорданский пост. Три отделения группы Шарона выделялись на перекрытие дорог, ведущих из Кибии, а группе парашютистов численностью в 40 солдат поручена была основная часть операции — собственно «возмездие», то есть подрыв арабских частных домов. Значительные резервные силы должны были находиться в боевой готовности по израильскую сторону границы, чтобы помочь отряду, если в бой вступят основные силы Арабского Легиона.
14 октября 1953 года 143 бойца из «Подразделения-101» и парашютисты прибыли на базу в городке Бен-Шемен. Вечером грузовики доставили их на исходные рубежи.
Согласно выступлению представителя Иордании в ООН 16 ноября 1953 года, в нападении, начавшемся в 21:30 в тот же день, участвовало от 300 до 600 солдат (видимо, он учел и резервные силы — см.выше) регулярной израильской армии. По его же словам, Кибия была обстреляна из миномётов, а дороги, ведущие к ней, заминированы, дабы воспрепятствовать подходу иорданской армии. Обстрелу из миномётов также подверглась близлежащая деревня Будрус. Затем израильские солдаты вошли в город с трех сторон. Ими были заминированы и подорваны 42 дома и школа.
Согласно докладу генерала Беникке, председателя комиссии ООН по наблюдению за перемирием в Палестине :

Изрешеченные пулями тела возле дверей и многочисленные следы пуль на дверях взорванных домов свидетельствуют о том, что жители были вынуждены оставаться внутри домов до того момента, пока эти дома не были взорваны вместе с ними.
 Оригинальный текст (англ.)21. Bullet-riddled bodies near the doorways and multiple bullet hits on the doors of the demolished houses indicated that the inhabitants had been forced to remain inside until their homes were blown up over them.

Согласно описанию атаки израильского историка Ури Мильштейна :
Группа Шломо Баума вышла на исходный пункт атаки — перекресток дорог перед селом — и ворвалась в восточную часть Кибии под беспорядочным, но сильным огнём с иорданского укрепленного поста. Группа Давиди повела атаку на этот пост. Спустя некоторое время в селе началось повальное бегство: сотни жителей бежали в сторону соседней деревни Будрус, и бойцы отделения Гозни, оседлавшие ведшую туда тропу, чтобы не пропустить в Кибию иорданскую помощь, беспрепятственно пропустили бегущих из Кибии арабов. Зато грузовик с иорданскими солдатами, вышедший из Будруса на Кибию, был остановлен и подожжен бутылками с горючей смесью. Иорданцы бежали; покинули свой укрепленный пост и солдаты Арабского Легиона; ещё через несколько минут Кибия опустела… Подрывники приступили к своей работе.

Село казалось вымершим… В домах, по всей видимости, тоже не было никого: только в одном из них бойцы обнаружили забытую родителями маленькую девочку, да ещё в одном — старика араба. Девочка и старик были отправлены в Будрус. Впрочем, времени на тщательный обыск не было, да он и не входил в план операции. «Мы думали, что все жители давно бежали, — вспоминал один из участников. — Мы не обыскивали здания, не заглядывали ни на верхние этажи, ни в погреба — у нас не было приказа на обыск».

Приказ был — поднять в воздух дома самых богатых и зажиточных сельчан. В течение следующих двух часов подрывники разрушили сорок пять таких домов, после чего вся группа беспрепятственно покинула село и к рассвету вернулась на базу. Шарон доложил, что задание выполнено, потери противника — от 8 до 12 человек убитыми, отряд вернулся без потерь.

Арифметика Шарона была опровергнута уже на следующее утро, когда иорданское радио сообщило, что во время подрыва домов в селе Кибия погибло 69 мужчин, женщин и детей. Все они, как оказалось, скрывались на чердаках и в погребах домов, намеченных к уничтожению. Эти люди не подавали голоса, надеясь переждать израильский налет, и потому не были обнаружены перед закладкой взрывчатки. Таким образом, случившееся можно было расценить как трагическую случайность. Но можно было — и как сознательное уничтожение гражданского населения…

…

Бен-Гурион вызвал к себе Шарона и подробно расспросил об операции. Как рассказывает Шарон, на прощанье «Старик» сказал: «Не так уж важно, что скажут о нас другие, важно, что о нас будут думать арабы, а с этой точки зрения операция увенчалась успехом».
Израильский историк Бенни Моррис пишет, что характеры повреждения трупов свидетельствовали о неверности утверждений Шарона о том, что погибшие прятались в домах и не были обнаружены. Согласно Моррису, израильские солдаты двигались от дома к дому, стреляя через дверные и оконные проёмы. По данным иорданских патологоанатомов большинство людей погибло от пуль и осколков, а не от взрывов или раздавливания рухнувшими зданиями. Согласно Моррису, приказы командования отрядам, участвующим в операции в Кибии, чётко предписывали произвести «разрушения и максимально возможное количество убийств».
Как показали события в дальнейшем (см. Реакция), рейд в Кибию не оказал ожидаемого эффекта на палестинских боевиков, и их вылазки продолжались всю вторую половину 1950-х годов, включая массовое убийство пассажиров автобуса на дороге между Эйлатом и Тель-Авивом, произошедшее менее чем через полгода, и известное как «бойня в Маале-Акрабим». В 1954—1955 годах от вылазок палестинцев с территории Иордании погибло 34 израильтянина по сравнению со 103 в 1952—1953 годах, и в период с сентября 1954 по сентябрь 1956 Израиль не совершал ответных вылазок в Иордании.

## Реакция
Акция вызвала резкое международное осуждение. Бен-Гурион, несмотря на то что министр иностранных дел Шарет его отговаривал, решил заявить, что израильская армия не имеет отношения к нападению, и списать его результаты на «самостоятельно действующих поселенцев». В выступлении по радио он заявил:

[Еврейские] поселенцы на границе Израиля, которые большей частью являются беженцами из арабских стран и людьми пережившими нацистские концлагеря, годами были целями (…) смертоносных атак и демонстрировали огромную сдержанность. Они справедливо требовали от правительства защиты собственных жизней, и правительство Израиля снабдило их оружием и обучило их, чтобы они могли защищать себя. Но вооруженные силы Трансиордании не прекратили свои криминальные действия, пока [люди в некоторых] приграничных поселениях не потеряли терпения и, после убийства матери и двух детей в Ихуде, они на прошлой неделе атаковали деревню Кибия, находящуюся по ту сторону границы, которая была одним из центров банд убийц. Все сожалеют и страдают, когда где бы то ни было проливается кровь и никто более, чем правительство Израиля, не сожалеет о факте гибели невиновных людей во время акта возмездия в Кибии. Однако вся ответственность за это лежит на правительстве Трансиордании, которое много лет терпело и таким образом поощряло грабительские и смертоносные атаки вооруженными силами из этой страны против граждан Израиля.

Моше Даян в своем «Синайском дневнике» подвел итоги операции следующим образом :
«Арабы убедились, что Израиль не будет сидеть сложа руки… Израильское руководство поняло, что даже в случае убийства наших мирных граждан наши операции возмездия должны направляться только против военных объектов противника… Наконец, Цахал обрел уверенность в себе…»
24 ноября 1953 года Совет Безопасности ООН в резолюции № 101 осудил действия Израиля. О теракте в поселке Йехуд не упоминалось, однако в резолюции содержится просьба к правительствам Израиля и Иордании усилить меры по предупреждению актов насилия с обеих сторон демаркационной черты. Однако в целом положение оставалось сравнительно стабильным. Резолюции не было уделено должного внимания, и стычки на израильско-иорданской границе были обычным явлением на протяжении всех пятидесятых годов, как и постоянные перестрелки в Иерусалиме.